# 伪棘冠孔吸虫
伪棘冠孔吸虫（学名：Mesorchis pseudoechinatus）为棘口科中睾属的动物。分布于俄罗斯、英国、法国、捷克斯洛伐克、波兰、瑞典、北美、非洲、伊朗以及中国大陆的福建、河北、北京等地，营寄生生活，宿主斑嘴鸭、白眼潜鸭、浮鸥、潜鸟（北美）、鸥嘴燕鸥、红嘴巨鸥（捷克）、银鸥、白鸥（欧洲）、海鸥、红嘴鸥、斑头秋沙鸭（欧洲、北京）等以及寄生于肠。